# بحيرة اباناكي
تقع بحيرة أباناكي، شمال شرق البحيرة الهنديه ، نيويورك. يوجد في البحيرة أنواع اسماك منها البايك الشمالي، المصاصة البيضاء، سمالوث باس ، باس ارجموث، الثيران السوداء، الفرخ الأصفر، القاروس الصخري، وسمك الشمس. يوجد مقطورة زوارق على الشاطئ الغربي قبالة طريق بروك الكبير وإطلاق قوارب على الشاطئ الجنوبي، قبالة طريق جيري سافاري.
- البحيرة الجنوبية (نيويورك)
- مقاطعة هاميلتون (نيويورك)
- نيويورك